# Gudbjerg Skov
Gudbjerg Skov er et område på Sydfyn, beliggende ca. syv kilometer nord for Svendborg, vest for Gudbjerg og syd for Mullerup Gods. Landskabet er kuperet og smukt, præget af udstrakte skovområder, samt landbrug og hestehold. Skove gennemløbes af Stokkebækken. 
Bygningsfundamentet og voldstedet Slotsbanken på Ryttershoved  vidner om at området har været beboet mindst siden middelalderen og sikker før, siden der er gravhøje i Gudbjerglund og andre lokaliteter ikke langt derfra. Dengang blev Stokkebækken afledt for at fylde voldgraven med vand, men den er siden blevet rettet op. Landskabet har historisk set været særdeles sumpet og moset vest for skoven, og området bærer præg af udbredt drænegearbejde. Mercator-kortet over Fyn fra 1595 viser, at mens der var beboelse i området også på dette tidspunkt, så var området temmelig øde og vildt. Først med kortet over Fyn fra 1780 ser man veje mellem "Gudbier" og "Lakkedrup" samt over vildnisset mod "Qveerndrup" og "Steenstrup". I kortet over Fyn fra 1842  ses effekten af udskiftningen tydeligt og infrastrukturen i området er udviklet voldsomt. Dette kort er desuden topografisk, hvorfor man kan se tilstedeværelsen af bakker og højderygge, der siden er forsvundet pga. omfattende grusgravsaktivitet. De mange smukke søer i området er altså ikke naturlige, men nærmere menneskeskabte. Dette mindsker dog ikke vådområdernes Monet-agtige skønhed om sommeren, med åkander og overhængende træer.